# Апофис (Звёздные врата)
Апофис (др.-греч. Απόφις) или Апоп — персонаж телесериала «Звёздные врата: SG-1»; Второй главный враг Земли, после Ра и второй же по силе гоа’улд после Ра. Брат или сын Ра.
Назван в честь древнеегипетского бога-демона Апопа (в древнегреческом произношении — Апофиса), который в египетской мифологии являлся врагом света и порядка и был олицетворением зла и хаоса. Апоп — это злой змей, обитающий в темноте и тщетно пытающийся проглотить бога солнца Ра во время ночного путешествия последнего через подземелье.
В сериале роль Апофиса исполняет Питер Уильямс.

## Биография
Апофис впервые открыл врата на Землю не с Абидоса, а с Чулака. Апофис — типичный гоа’улд, он безмерно высокомерен и считает себя богом не только над тау’ри, но и над другими гоа’улдами. Его первым джаффа-воином был Бра’так, а впоследствии Тил’к, который после наблюдения за зверствами хозяина пришёл к выводу, что Апофис — не бог, и предал его, присоединившись к команде SG-1. После предательства Тил’ка, Апофис разочаровывается в людях. Сын Тил’ка, Раеʼк, также какое-то время служил Апофису.
Похищал женщин-землянок для того, чтобы сделать их носительницами личинок гоа’улдов, но был остановлен отрядом SG-1.
Апофис является главным врагом своего отца или брата Ра, после смерти которого он стал одним из самых важных Системных Лордов. Также Апофис враждовал с сыном Ра и Хатор, Херу’уром. Женат на гоа’улдке Амонет, носительницей которого являлась Ша’ре — жена доктора Дэниеля Джексона, а также имеет сына Клорелом, носителем которого был брат Ша’ре, абидосец Скаара.
Символом, который носили на себе джаффа Апофиса была змея.
Апофис желает овладеть новыми технологиями, которые помогли бы ему. Изначально использовал обычные корабли-пирамиды, но впоследствии, после убийства Сокара, заполучив власть Сокара и планету Делмак, на которой тот базировался, создал боевой корабль-пирамиду. После получения власти использовал её чтобы убить Херу’ура, снова став Верховным Системным Владыкой.
Убит SG-1. Разбился на хатаке Кроноса благодаря SG-1, испортившим тормозные двигатели корабля. Хаʼтак Кроноса в гиперпространстве имел скорость в 800 раз быстрее обычного хаʼтака. Это усовершенствование репликаторов сыграло злую шутку с Апофисом. На планете, над которой находился корабль, находилась бывшая база гоа’улда Сокара (захваченная Апофисом после смерти Сокара), возможно, была взорвана упавшим хаʼтаком. SG-1 в это время сбежали с хаʼтака на транспортнике.
В фильме «Звёздные врата: Континуум» в альтернативной реальности, где Ба’ал захватил всю власть, Апофис — единственный гоа’улд, который сопротивлялся Баалу. После его поимки, Ба’ал лично раскроил его череп (и симбионта) мечом.
В другой альтернативной реальности, порождённой квантовым зеркалом, попал на Тау’Ри раньше Ра и захватил на ней власть.
Ещё в одной альтернативной реальности, порождённой квантовым зеркалом был уничтожен Тором по прибытии на Тау’Ри.

## Использование образа
Астероид (99942) Апофис, открытый учёными Дейвом Толеном и Такером (Thuker), должен был получить имя в честь египетского бога (такие имена даются астероидам, у которых орбита ближе к Солнцу, чем орбита у Земли). Не обладая обширными знаниями в области мифологии, Толен обратился к списку тех имён египетских богов, которые он узнал из сериала «Звёздные врата: SG-1». Название оказалось особенно удачным, так как существует потенциальная угроза столкновения этого астероида с Землёй.

## Критика персонажа
По мнению Джо Сторма, написавшего о Звёздных вратах книгу, «Апофис выглядел скорее параноиком, чем сущностью осторожной, но при этом смертоносной». Обозреватель отметил также «неопровержимую способность Питера Уильямса играть реально ненавистного пришельца». Сторму понравилось то, как Уильямс обыграл появление неожиданно выжившего Апофиса — сюжетный трюк оказался «вполне реалистичным, не излишним». Стэнли Билер и Лиза Диксон в своей работе, посвящённой франшизе, посетовали на то, как «такие важные герои как Апофис … лишь запутывают линию взаимоотношений между персонажами, растягивая сериал на сезоны».